# ショーン・ムーア
ショーン・アンソニー・ムーア（Sean Anthony Moore、1968年7月30日 - ）は、イギリス・ウェールズ出身のミュージシャン、ドラマー。ロックバンド、マニック・ストリート・プリーチャーズのドラマーとして最もよく知られる。

## 略歴
1968年、ウェールズのポンティプールに生まれる。幼い頃に両親が離婚し、いとこで将来のバンドメイトであるジェームス・ディーン・ブラッドフィールドと同じ家で育った。後に同じく将来のバンドメイトであるニッキー・ワイアー、リッチー・エドワーズとも親しくなり、4人は音楽の趣味を共有し合った。1986年にマニックスの前身であるベティ・ブルーというバンドをジェームス、ニッキーと共に結成し、その後名前を変えたバンドは1988年に自主制作シングル「Suicide Alley」でデビューした。後にリッチーもバンドに加入し1991年にバンドはメジャーデビューを果たす。1990年代中盤以降からバンドは国民的バンドとして高い人気を誇り、ショーンはバンドのリズムを支え続けている。

## その他
- 2000年に結婚し三児の父となる。
- 趣味にモータースポーツがありニュルブルクリンクで行われた大会にアウディ・RS4で出場した。ショーンはミハエル・シューマッハのファンである。
- サッカーの趣味もありリヴァプールFCのサポーターである。